# Castillo Odani
El Castillo Odani (小谷城 Odani-jō?) fue un castillo japonés localizado en lo que hoy es el poblado de Kohoku, en la prefectura de Shiga, Japón.
El castillo era el principal del clan Azai y era considerado como “impenetrable” durante sus primeros años; sin embargo, el castillo cayó durante el Asedio de Odani por parte de las tropas de Oda Nobunaga.
El castillo Odani es considerado como uno de los yamashiro (castillos de montaña) más grandes de Japón, junto con el castillo Kasugayama, el castillo Nanao, el castillo Kannoji y el castillo Gassantoda aunque al día de hoy sólo quedan sus ruinas.